# Ambulyx meeki
Ambulyx meeki là một loài bướm đêm thuộc họ Sphingidae. Loài này có ở quần đảo Solomon.

## Phụ loài
- Ambulyx meeki meeki (quần đảo Solomon)
- Ambulyx meeki makirae Tennent & Kitching, 1998 (quần đảo Solomon)
- Ambulyx meeki pyrrhina (Jordan, 1923) (quần đảo Solomon)